# Economia Slovaciei
Slovacia dispune de resurse subsolice bogate și variate: fier, cărbuni, uraniu, bauxită, mercur, cupru, plumb, zinc, roci de construcții, argint, aur. Industria prelucrătoare se bazează în principal pe propriile resurse, antrenând circa 55% din populația ocupată: industria materialelor de construcții (producătoare de ciment, var, ipsos, etc.); industria chimică (mase plastice, fibre si fire sintetice, cauciuc sintetic, îngrașăminte azotoase etc.); industria constructoare de mașini - Liptov, siderurgie (oțel, fontă, laminate) la Košice, Martin, Žilina; industria alimentară (lactate, bere, zahăr, ulei).
Agricultura este axată în special pe cultura plantelor (antrenând doar 8,8% din populația activă), se cultivă: grâu, porumb, sfeclă de zahăr, cartofi. Ramuri dezvoltate sunt viticultura și pomicultura. Se cresc porcine, ovine și bovine. Turismul s-a dezvoltat în ultima perioadă. Slovacia dispunând de un potențial turistic bogat si diversificat. În 2005, la aproape un an si jumătate de la aderarea la Uniunea Europeană (mai 2004), situația economică a Slovaciei se prezenta promițător pentru anul 2006.  Creșterea economică din 2001-2005 a depășit așteptarile, în ciuda regresului general european. Venitul pe cap de locuitor a ajuns la 15.700 $, în 2005.
Slovacia a făcut excelente progrese în timpul anilor 2001 și 2004 în ceea ce privește stabilizarea macroeconomică și reformele structurale. Privatizări majore s-au făcut, sectorul bancar este aproape în întregime al investitorilor străini. Investiții străine au fost făcute cu precădere în sectorul de automobile. Slovacia s-a alăturat Uniunii Europene în mai 2004. Venitul pe cap de locuitor a ajuns la 15.700 $, în 2005.
Sectoare economice: agricultură: 4% din populația activă; industrie: 1/3 din populația activă ; servicii: 2/3 din PIB
Rata șomajului: 10,2%(2006)
Sectoare agricole și zootehnice: grâne, cartofi, sfeclă de zahăr, fructe, porci, bovine, păsări de curte, produse forestiere.
Industria: metale și produse din metale, alimente și băuturi, electricitate, gaz, petrol, combustibili, chimicale, mașini, hârtie, ceramică, vehicule de transport, textile, aparate electrice și optice, cauciuc.
Produse exportate: vehicule 25,9%, echipamente mecanice și electrice 21,3%, metale de bază 14,6%, chimicale și minerale 10,1%, plastice 5,4%.
Resurse naturale: cărbune, lignit; zăcăminte mici de fier, cupru, mangan; sare; teren arabil.